# Elsi Giauque
Bertha Elsa 'Elsi' Giauque (Wald, 15 november 1900 - Ligerz, 11 december 1989) was een Zwitserse textielkunstenares.

## Biografie
Elsi Giauque was een dochter van Robert Kleinpeter, een leraar. In 1925 huwde ze Fernand Giauque. Van 1918 tot 1923 volgde ze les aan de school voor toegepaste kunsten in Zürich, waar ze een leerlinge was van Sophie Taeuber-Arp en Otto Morach.
Nadat ze in 1924 in Parijs in het atelier van Paul Poiret had gewerkt, opende ze in 1925 in Ligerz haar eigen textielatelier. Ze maakte verscheidene ontwerpen voor industriële textielproducten en wandtapijten, samengesteld met verschillende materialen. Zo heeft ze bestellingen afgewerkt van scholen, kerken en theaters maar ook van particulieren.
In 1927 richtte ze samen met haar echtgenoot in Ligerz een marionettentheater op. Vanaf 1928 was ze lid van de Schweizerischer Werkbund, waar ze vanaf 1952 in de raad van bestuur zetelde. Daarnaast gaf ze van 1944 tot 1966 ook les over textielcreaties aan de Zürichse school voor toegepaste kunsten. Vanaf 1951 zette ze zich bovendien in om in Griekenland de textielkunst te doen herleven. Vanaf 1965 stelde ze haar werken tentoon op verschillende textieltentoonstellingen in zowel Zwitserland als het buitenland. Giauque wordt beschouwd als een pionier in de textielkunst.